# Afranthidium lebanense
Afranthidium lebanense là một loài Hymenoptera trong họ Megachilidae. Loài này được Mavromoustakis mô tả khoa học năm 1955.